# Kacjaryna Andrėeva
Kacjaryna Andrėeva, pseudonimo di Kacjaryna Andrėeŭna Bachvalava in bielorusso Кацярына Андрэеўна Бахвалава?, in russo Екатерина Андреевна Бахвалова? (in bielorusso Кацярына Андрэева?, in russo Катерина Андреева?; Minsk, 2 novembre 1993), è una giornalista bielorussa.
Ha lavorato per il canale televisivo Biełsat TV. Il 15 novembre 2020 ha trasmesso in diretta la manifestazione di piazza del Cambiamento, in cui dei manifestanti si erano riuniti per ricordare l'uccisione di Raman Bandarėnka, picchiato a morte tre giorni prima. In seguito a questo evento Andrėeva è stata arrestata e accusata di avere promosso le proteste in Bielorussia del 2020.

## Carriera
Andrėeva è nata in una famiglia di giornalisti. Ha studiato per circa due anni e mezzo all'Università linguistica statale di Minsk per poi trasferirsi in Spagna, dove ha insegnato inglese per due anni. Tornata in patria ha lavorato per il quotidiano Naša Niva e, nel 2017, è andata a Biełsat TV.
Insieme a Igar Ilʹjaš, nel 2020 Kacjaryna Andrėeva ha scritto il libro "Il Donbas bielorusso". Il libro racconta di come la popolazione e le organizzazioni bielorusse abbiano preso parte alla guerra nel Donbas dalla parte dei separatisti filo-russi. Il regime bielorusso lo ha ritenuto estremista e nel 2021 ha vietato il libro e il suo contenuto in tutto il Paese.
Andrėeva era già stata arrestata una volta nel 2017 a Orša. Il 12 settembre 2020 è stata poi di nuovo arrestata dal corpo di polizia OMON per aver trasmesso in diretta una marcia di donne a Minsk ed è stata trattenuta in carcere per tre giorni.

### Processi
Insieme alla giornalista Dar"ja Čul'cova, Andrėeva è stata accusata di far parte di una rete criminale che organizza azioni al fine di destabilizzare l'ordine pubblico. Il 15 novembre 2020, a Minsk, entrambe hanno trasmesso in diretta una violenta incursione della Militia durante una manifestazione in piazza del Cambiamento, in cui dei manifestanti si erano riuniti per ricordare l'uccisione di Raman Bandarėnka, picchiato a morte tre giorni prima.
Dopo l'arresto Andrėeva è stata trasferita nel carcere di Žodzina, dov'è rimasta fino all'inizio del processo. Il 24 novembre 2020 dieci organizzazioni, compresi il Viasna Human Rights Centre, l'Associazione dei giornalisti bielorussi, il Comitato di Helsinki bielorusso per i diritti umani l'hanno riconosciuta come prigioniera politica.
Il 18 febbraio 2021, in un'udienza del tribunale di Minsk guidata dal giudice Natalia Buguk, Andreeva e Chultsova sono state condannate a scontare due anni di carcere per aver promosso le proteste in Bielorussia del 2020.
Il 23 aprile 2021, il tribunale di Minsk ha respinto l'appello in merito alla sentenza.
Il 13 luglio 2022, in un processo tenutosi a porte chiuse nella città di Homel', Andrėeva è stata condannata a più di otto anni di carcere. La giornalista è stata dichiarata colpevole di "tradimento di Stato".

## Reazioni
Il 4 febbraio 2021 Delara Burkhardt, membro del Parlamento europeo, ha patrocinato la causa di Andrėeva come prigioniera politica. L'8 febbraio 2021 l'ambasciata americana in Bielorussia ha diffuso una dichiarazione per chiedere il rilascio delle due giornaliste. Il 18 febbraio 2021, dopo la sentenza, il presidente della Polonia Andrzej Duda ha fatto un appello pubblico per un'amnistia a favore di Andrėeva e Čul'cova.
In base alla decisione del Consiglio dell'Unione Europea del 21 giugno 2021, il giudice Natalia Buguk è stata inclusa nell'elenco delle persone e delle organizzazioni sanzionate in relazione alle violazioni dei diritti umani in Bielorussia per, tra le altre cose, "numerose sentenze politicamente motivate contro giornalisti e manifestanti, in particolare la condanna di Kacjaryna Andrėeva e Dar"ja Čul'cova" e le violazioni dei diritti alla difesa e a un processo regolare.

### Riconoscimenti
Il 10 dicembre 2020 è stata nominata Giornalista dell'anno.
Il 10 marzo 2021 ha ricevuto il premio Dariusz Fikus del Press Club Polska.
Con Dar"ja Čul'cova e Kacjaryna Barysevič, il 9 aprile 2021 ha ricevuto il premio Alesʹ Lipay (fondatore di BelaPAN).
Con Dar"ja Čul'cova e, il 7 giugno 2021 ha ricevuto il premio Axel-Springer-Preis.
Con Dar"ja Čul'cova e, il 10 giugno 2021 ha ricevuto il premio Courage in Journalism Award.
Con Dar"ja Čul'cova e, il 29 luglio 2021 è stata nominata vincitrice del premio Premio per la libertà e il futuro dei media.
Con Dar"ja Čul'cova, Kacjaryna Barysevič e altri, il 12 agosto 2021, ha ricevuto il premio Free Media Award.
Con Dar"ja Čul'cova e, il 15 ottobre 2021, ha ricevuto il premio Prix Europa come "Giornalista europeo del 2021".

## Citazioni
"Il loro spirito è forte, non hanno dubbi riguardo ai propri diritti, sono supportate da amici, colleghi e tante persone che neanche conoscono. Kacja e Daša finiranno nei libri scolastici" ha scritto Aksana Kolb, direttrice di Novy čas alla vigilia della sentenza.

## Vita privata
È sposata con il giornalista Igar Ilʹjaš dal 2016.

## Opere
- Il Donbas bielorusso (con Igar Ilʹjaš) (2020)